# 佐治亚铁路与银行公司
佐治亚铁路与银行公司（英語：Georgia Railroad and Banking Company，报告代码：GA）是美国佐治亚州历史上一家兼营铁路运输与银行业务的综合性企业，也是该州在原始章程下持续营业时间最长的铁路企业。该公司成立于1833年，最初名为佐治亚铁路公司（英語：Georgia Railroad Company），公司成立之初旨在连接奥古斯塔与雅典两座城市，到1835年因章程修订新增银行业务而更名为佐治亚铁路与银行公司。1837年5月21日，该公司营运了佐治亚州历史上第一列火车。1840年，公司总部从雅典迁至奥古斯塔。随着铁路路线逐步扩展，其网络延伸至亚特兰大、梅肯等大城市，成为推动佐治亚州经济增长的重要交通动脉。
19世纪至20世纪初，该公司通过收购亚特兰大和西点铁路、阿拉巴马西部铁路的控股权，构建了从亚特兰大至阿拉巴马州蒙哥马利的直通路线，进一步强化了区域运输能力。1881年，路易斯维尔和纳什维尔铁路和佐治亚中央铁路联合租赁了佐治亚铁路。1902年，大西洋海岸线铁路取得路易斯维尔和纳什维尔铁路的多数股权，自此佐治亚铁路与银行公司便被大西洋海岸线铁路间接控制。由于路易斯维尔和纳什维尔铁路和大西洋海岸线铁路长期保持平稳发展，从未经历过严重财政危机，使佐治亚铁路亦从中受益并得以持续营运。截至1967年，其铁路网络的总营业里程达331英里（533公里），轨道总长度达510英里（820公里），当年货运周转量达8.33亿吨英里，旅客周转量为300万人英里。
1967年，大西洋海岸线铁路与海岸航空线铁路合并，成立了海岸沿海线铁路。1972年，在海岸沿海线工业公司的主导下，旗下的海岸沿海线铁路与其关联公司，包括路易斯维尔和纳什维尔铁路、佐治亚铁路、亚特兰大和西点铁路、亚拉巴马西部铁路和克林奇菲尔德铁路，联合组成“家族铁路系统”（Family Lines System）。这一体系并非正式的企业或法律实体，而是一种营销联盟形式的市场推广策略。1982年12月29日，佐治亚铁路与银行公司正式与家族铁路系统的其他铁路公司合并，成立海岸系统铁路，终结了其独立营运的历史。1986年7月1日，海岸系统铁路更名为CSX运输，并在次年完成对切西系统旗下铁路公司的兼并，至此，佐治亚铁路最终并入CSX体系。
该公司的银行业务一度成为公司的重要支柱，其规模曾居佐治亚州首位。1890年，公司成立独立子公司佐治亚铁路银行（英語：Georgia Railroad Bank），1929年新增信托业务后更名为佐治亚铁路银行与信托公司（英語：Georgia Railroad Bank and Trust Company）。1954年，佐治亚第一铁路与银行公司（First Railroad and Banking Company of Georgia）作为控股公司成立，从铁路公司手中收购了银行与信托业务。1986年11月，该银行被北卡罗来纳州夏洛特的第一联合公司（First Union Corporation）收购，该公司后来经历多次并购，成为了美联银行和富国银行的一部分。